# Роза Бранка
Роза Бранка (порт. Rosa Branca, 16 липня 1940 — 22 грудня 2008) — бразильський баскетболіст.
Бронзовий призер Олімпійських Ігор 1960, 1964 років, учасник 1968 року.
Срібний призер Панамериканських ігор 1963 року, бронзовий призер 1959 року.
Чемпіон Південної Америки 1958, 1960, 1961, 1968 років.
Чемпіон світу 1959, 1963 років.
Срібний призер Чемпіонату світу 1970 року.